# セント・メアリー教区 (アンティグア・バーブーダ)
セント・メアリー教区（セント・メアリーきょうく、英語: Saint Mary Parish）は、アンティグア・バーブーダの行政教区。アンティグア島の南西部に位置している。行政中心地はボランス（またはボランズとも）。面積は59平方キロメートル、人口は8,141人（2018年推定）。
シェカーリー山地が中央に横たわっており、その中のボギー山（旧称オバマ山、標高402メートル）はアンティグア・バーブーダの最高地点となっている。

## 主要都市
- ボランス（Bolans）
- ジェニングス（英語版）（Jennings）
- オールド・ロード（英語版）（Old Road）
- ソウコルツ（英語版）（Sawcolts）